# Tormato Tour
Die Tormato Tour (auch bekannt als Ten True Summers Tour) war eine weltweite Konzerttournee der britischen Progressive-Rock-Band Yes. Sie umfasste insgesamt 100 Konzerte in Nordamerika und Europa und bewarb das 1978 veröffentlichte Yes-Album Tormato.

## Hintergrund
Das Eröffnungskonzert der Tormato Tour gaben Yes am 28. August 1978 in Rochester (New York), ihren Abschluss fand die Tournee schließlich am 30. Juni 1979 in Hollywood (Florida). Die Termine in Europa umfassten dabei lediglich vier Auftritte an drei aufeinanderfolgenden Abenden in der Londoner Wembley Arena zwischen dem 26. und 28. Oktober 1978. Das Tourmotto Ten True Summers war ein Zitat aus dem Yes-Song Roundabout und spielte gleichzeitig auf das damalige zehnjährige Bestehen der Band an.
Für die Auftritte verwendeten Yes eine schätzungsweise sechs Tonnen wiegende und rotierende, kreisförmige Drehbühne, die in der Mitte der jeweiligen Konzertarena aufgebaut wurde. Über der Bühne war ein ebenfalls kreisförmiges Beleuchtungs- und Lautsprechersystem installiert. Sänger Jon Anderson stand dabei auf einer erhöhten Plattform in der Mitte der Bühne, die in die entgegengesetzte Richtung zur Band gedreht war, um Schwindelgefühle zu vermeiden. Das Team, das für die Beleuchtung und den Sound zuständig war, saß während der Produktion unter der Bühne. Die Bühne drehte sich während eines Auftritts viermal mit einer Geschwindigkeit von ungefähr 1,61 km/h. Die Idee zu diesem Bühnensystem stammte von Yes’ langjährigem Beleuchtungstechniker Michael Tait, der mit der Konzertsound-Firma Clair Bros. zusammenarbeitete, um das dazugehörige Soundsystem zu entwickeln.
Dieses damalige neuartige Bühnenkonzept war auch der Grund dafür, dass Yes außer den vier Auftritten in London keine weiteren Konzerte in Europa absolvierten, da es auf dem europäischen Kontinent nur wenige Veranstaltungsorte gab, die den Voraussetzungen für die Installation dieses Bühnenkonzeptes entsprachen.
Obwohl das Album Tormato den kommerziellen Erfolg des Vorgängeralbums Going for the One nicht wiederholen konnte, gelang es der Band weiterhin, die großen Arenen in Nordamerika auszuverkaufen und Rekorde in Bezug auf Umfang und Besucherzahlen aufzustellen. So kamen geschätzte 140.000 Zuschauer zu sieben Auftritten im New Yorker Madison Square Garden und auch in Philadelphia verzeichnete die Gruppe einen Rekord, indem sie fünfmal die Spectrum Arena mit insgesamt 95.000 Zuschauern ausverkauften. Allein die ersten vier in kürzester Zeit ausverkauften Auftritte in New York im September 1978 brachten Yes einen Gold Ticket Award für den Verkauf von 100.000 Tickets und Einnahmen von über 1 Million US-Dollar an Kasseneinnahmen ein.
Es waren bis zum Jahr 1996 die letzten gemeinsamen Auftritte der Fünferbesetzung mit Jon Anderson, Steve Howe, Chris Squire, Rick Wakeman und Alan White, die im November 1979 nach gescheiterten Sessions für ein geplantes nächstes Studioalbum auseinanderbrach.

## Liveaufnahmen
Audioaufnahmen der Tormato Tour wurden auf Yes’ zweitem Live-Album Yesshows (1980), sowie auf der Kompilation Classic Yes (1981) und dem 3CD-Boxset The Word Is Live (2005) veröffentlicht. Eine Videoveröffentlichung des Konzertes am 21. Juni 1979 in der Spectrum Arena in Philadelphia erschien 1995 unter dem Titel Yes: Live in Philadelphia 1979 auf VHS und beinhaltet sieben der an diesem Abend gespielten Songs. 2005 erfolgte eine Wiederveröffentlichung auf DVD.

## Setlist
Bis auf das Lied Onward, das Yes erst ab 1996 live aufführten, war das Album Tormato mit fast allen der darauf enthaltenen Songs über die gesamte Tournee in der Setlist vertreten. Lediglich der Song Release, Release wurde bereits nach den ersten sechs Konzerten wieder aus der Setlist gestrichen. Anschließend wurden gelegentlich Arriving UFO oder Madrigal eingestreut. Als Konzertintro verwendeten Yes auf dieser Tour anstatt des üblichen Auszugs aus Igor Strawinskys Feuervogel-Suite wahlweise einen Ausschnitt aus Benjamin Brittens Orchesterwerk The Young Person’s Guide to the Orchestra oder aus dem von John Williams komponierten Soundtrack zum Film Unheimliche Begegnung der dritten Art von Steven Spielberg. Anlässlich ihres zehnjährigen Bestehens spielten Yes außerdem ein ca. 25 Minuten langes Medley aus älteren Liedern ihrer frühen Bandgeschichte wie beispielsweise Time and a Word, The Fish (Schindleria Praematurus), Survival oder Perpetual Change, die sie zum Teil seit längerer Zeit nicht mehr live gespielt hatten.

### Beispiel-Setlist
- Intro (The Young Person’s Guide to the Orchestra oder Close Encounters of the Third Kind)
- Siberian Khatru
- Heart of the Sunrise
- Future Times/Rejoice
- Circus of Heaven
- The Big Medley (Time and a Word/Long Distance Runaround/The Fish (Schindleria Praematurus)/Survival/Perpetual Change/Soon)
- Don’t Kill the Whale
- Clap
- And You and I
- Starship Trooper
- On the Silent Wings of Freedom
- Rick Wakeman Keyboard Solo
- Awaken
- I’ve Seen All Good People
- Roundabout

## Tourdaten
| Nr.                 | Datum               | Stadt               | Land                | Veranstaltungsort                      | Anmerkungen         |
| Leg 1 – Nordamerika | Leg 1 – Nordamerika | Leg 1 – Nordamerika | Leg 1 – Nordamerika | Leg 1 – Nordamerika                    | Leg 1 – Nordamerika |
| ------------------- | ------------------- | ------------------- | ------------------- | -------------------------------------- | ------------------- |
| 1                   | 28. August 1978     | Rochester           | Vereinigte Staaten  | Community War Memorial                 |                     |
| 2                   | 29. August 1978     | Buffalo             | Vereinigte Staaten  | Memorial Auditorium                    |                     |
| 3                   | 30. August 1978     | Boston              | Vereinigte Staaten  | Boston Garden                          |                     |
| 4                   | 31. August 1978     | Boston              | Vereinigte Staaten  | Boston Garden                          |                     |
| 5                   | 1. September 1978   | Providence          | Vereinigte Staaten  | Civic Center                           |                     |
| 6                   | 2. September 1978   | Springfield         | Vereinigte Staaten  | Civic Center                           |                     |
| 7                   | 3. September 1978   | New Haven           | Vereinigte Staaten  | Veterans Memorial Coliseum             |                     |
| 8                   | 4. September 1978   | New Haven           | Vereinigte Staaten  | Veterans Memorial Coliseum             |                     |
| 9                   | 6. September 1978   | New York City       | Vereinigte Staaten  | Madison Square Garden                  |                     |
| 10                  | 7. September 1978   | New York City       | Vereinigte Staaten  | Madison Square Garden                  |                     |
| 11                  | 8. September 1978   | New York City       | Vereinigte Staaten  | Madison Square Garden                  |                     |
| 12                  | 9. September 1978   | New York City       | Vereinigte Staaten  | Madison Square Garden                  |                     |
| 13                  | 10. September 1978  | Landover            | Vereinigte Staaten  | Capital Center                         |                     |
| 14                  | 11. September 1978  | Philadelphia        | Vereinigte Staaten  | Spectrum                               |                     |
| 15                  | 12. September 1978  | Philadelphia        | Vereinigte Staaten  | Spectrum                               |                     |
| 16                  | 13. September 1978  | Hampton             | Vereinigte Staaten  | Coliseum                               |                     |
| 17                  | 14. September 1978  | Greensboro          | Vereinigte Staaten  | Coliseum                               |                     |
| 18                  | 16. September 1978  | Nashville           | Vereinigte Staaten  | Municipal Auditorium                   |                     |
| 19                  | 17. September 1978  | Memphis             | Vereinigte Staaten  | Mid-South Coliseum                     |                     |
| 20                  | 19. September 1978  | Richfield           | Vereinigte Staaten  | Coliseum                               |                     |
| 21                  | 20. September 1978  | Cincinnati          | Vereinigte Staaten  | Riverfront Coliseum                    |                     |
| 22                  | 21. September 1978  | Detroit             | Vereinigte Staaten  | Olympia Stadium                        |                     |
| 23                  | 22. September 1978  | South Bend          | Vereinigte Staaten  | Athletic & Convocation Center          |                     |
| 24                  | 23. September 1978  | Chicago             | Vereinigte Staaten  | International Amphitheatre             |                     |
| 25                  | 24. September 1978  | Chicago             | Vereinigte Staaten  | International Amphitheatre             |                     |
| 26                  | 25. September 1978  | Indianapolis        | Vereinigte Staaten  | Market Square Arena                    |                     |
| 27                  | 27. September 1978  | Kansas City         | Vereinigte Staaten  | Kemper Arena                           |                     |
| 28                  | 28. September 1978  | St. Louis           | Vereinigte Staaten  | Checkerdome                            |                     |
| 29                  | 29. September 1978  | Tulsa               | Vereinigte Staaten  | Assembly Center                        |                     |
| 30                  | 30. September 1978  | Houston             | Vereinigte Staaten  | Sam Houston Coliseum                   |                     |
| 31                  | 1. Oktober 1978     | Fort Worth          | Vereinigte Staaten  | Tarrant County Convention Center       |                     |
| 32                  | 3. Oktober 1978     | Las Cruces          | Vereinigte Staaten  | Pan American Center                    |                     |
| 33                  | 4. Oktober 1978     | Tempe               | Vereinigte Staaten  | ASU Activity Center                    |                     |
| 34                  | 5. Oktober 1978     | Inglewood           | Vereinigte Staaten  | The Forum                              |                     |
| 35                  | 6. Oktober 1978     | Inglewood           | Vereinigte Staaten  | The Forum                              |                     |
| 36                  | 7. Oktober 1978     | Oakland             | Vereinigte Staaten  | Coliseum Arena                         |                     |
| 37                  | 8. Oktober 1978     | Oakland             | Vereinigte Staaten  | Coliseum Arena                         |                     |
| Leg 2 – Europa      |                     |                     |                     |                                        |                     |
| 38                  | 26. Oktober 1978    | London              | England             | Wembley Arena                          |                     |
| 39                  | 27. Oktober 1978    | London              | England             | Wembley Arena                          |                     |
| 40                  | 28. Oktober 1978    | London              | England             | Wembley Arena                          | 2 shows             |
| 41                  | 28. Oktober 1978    | London              | England             | Wembley Arena                          | 2 shows             |
| Leg 3 – Nordamerika |                     |                     |                     |                                        |                     |
| 42                  | 9. April 1979       | Kalamazoo           | Vereinigte Staaten  | Wings Stadium                          |                     |
| 43                  | 10. April 1979      | Bloomington         | Vereinigte Staaten  | IU Assembly Hall                       |                     |
| 44                  | 11. April 1979      | Pittsburgh          | Vereinigte Staaten  | Civic Arena                            |                     |
| 45                  | 12. April 1979      | Dayton              | Vereinigte Staaten  | University of Dayton Arena             |                     |
| 46                  | 13. April 1979      | Louisville          | Vereinigte Staaten  | Freedom Hall                           |                     |
| 47                  | 14. April 1979      | Huntington          | Vereinigte Staaten  | Civic Center                           |                     |
| 48                  | 16. April 1979      | Ottawa              | Kanada              | Civic Centre                           |                     |
| 49                  | 17. April 1979      | Montréal            | Kanada              | Forum                                  |                     |
| 50                  | 18. April 1979      | Quebec City         | Kanada              | Le Colisée                             |                     |
| 51                  | 20. April 1979      | Toronto             | Kanada              | Maple Leaf Gardens                     |                     |
| 52                  | 21. April 1979      | Detroit             | Vereinigte Staaten  | Olympia Stadium                        |                     |
| 53                  | 22. April 1979      | West Lafayette      | Vereinigte Staaten  | Mackey Arena                           |                     |
| 54                  | 23. April 1979      | Champaign           | Vereinigte Staaten  | UIUC Assembly Hall                     |                     |
| 55                  | 24. April 1979      | Omaha               | Vereinigte Staaten  | Civic Auditorium                       |                     |
| 56                  | 25. April 1979      | Cedar Rapids        | Vereinigte Staaten  | Five Seasons Center                    |                     |
| 57                  | 26. April 1979      | Milwaukee           | Vereinigte Staaten  | MECCA Arena                            |                     |
| 58                  | 27. April 1979      | Madison             | Vereinigte Staaten  | Dane County Veterans Memorial Coliseum |                     |
| 59                  | 28. April 1979      | Bloomington         | Vereinigte Staaten  | Metropolitan Sports Center             |                     |
| 60                  | 29. April 1979      | Duluth              | Vereinigte Staaten  | Arena Auditorium                       |                     |
| 61                  | 30. April 1979      | Winnipeg            | Kanada              | Winnipeg Arena                         |                     |
| 62                  | 1. Mai 1979         | Regina              | Kanada              | Agridome                               |                     |
| 63                  | 2. Mai 1979         | Edmonton            | Kanada              | Northlands Coliseum                    |                     |
| 64                  | 3. Mai 1979         | Calgary             | Kanada              | Stampede Corral                        |                     |
| 65                  | 5. Mai 1979         | Vancouver           | Kanada              | Pacific Coliseum                       |                     |
| 66                  | 6. Mai 1979         | Spokane             | Vereinigte Staaten  | Coliseum                               |                     |
| 67                  | 7. Mai 1979         | Portland            | Vereinigte Staaten  | Memorial Coliseum                      |                     |
| 68                  | 8. Mai 1979         | Seattle             | Vereinigte Staaten  | Center Coliseum                        |                     |
| Leg 4 – Nordamerika |                     |                     |                     |                                        |                     |
| 69                  | 24. Mai 1979        | Fresno              | Vereinigte Staaten  | Selland Arena                          |                     |
| 70                  | 25. Mai 1979        | Long Beach          | Vereinigte Staaten  | Long Beach Arena                       |                     |
| 71                  | 26. Mai 1979        | Long Beach          | Vereinigte Staaten  | Long Beach Arena                       |                     |
| 72                  | 27. Mai 1979        | San Diego           | Vereinigte Staaten  | Sports Arena                           |                     |
| 73                  | 29. Mai 1979        | Denver              | Vereinigte Staaten  | McNichols Sports Arena                 |                     |
| 74                  | 30. Mai 1979        | Amarillo            | Vereinigte Staaten  | Civic Center                           |                     |
| 75                  | 31. Mai 1979        | Fort Worth          | Vereinigte Staaten  | Tarrant County Convention Center       |                     |
| 76                  | 1. Juni 1979        | Austin              | Vereinigte Staaten  | Frank Erwin Center                     |                     |
| 77                  | 3. Juni 1979        | Houston             | Vereinigte Staaten  | Sam Houston Coliseum                   |                     |
| 78                  | 4. Juni 1979        | Houston             | Vereinigte Staaten  | Sam Houston Coliseum                   |                     |
| 79                  | 5. Juni 1979        | Oklahoma City       | Vereinigte Staaten  | Myriad Convention Center               |                     |
| xx                  | 6. Juni 1979        | Kansas City         | Vereinigte Staaten  | Kemper Arena                           |                     |
| 80                  | 7. Juni 1979        | St. Louis           | Vereinigte Staaten  | Checkerdome                            |                     |
| 81                  | 8. Juni 1979        | Chicago             | Vereinigte Staaten  | International Amphitheatre             |                     |
| 82                  | 9. Juni 1979        | Chicago             | Vereinigte Staaten  | International Amphitheatre             |                     |
| 83                  | 10. Juni 1979       | Chicago             | Vereinigte Staaten  | International Amphitheatre             |                     |
| 84                  | 12. Juni 1979       | Uniondale           | Vereinigte Staaten  | Nassau Veterans Memorial Coliseum      |                     |
| 85                  | 13. Juni 1979       | New York City       | Vereinigte Staaten  | Madison Square Garden                  |                     |
| 86                  | 14. Juni 1979       | New York City       | Vereinigte Staaten  | Madison Square Garden                  |                     |
| 87                  | 15. Juni 1979       | New York City       | Vereinigte Staaten  | Madison Square Garden                  |                     |
| 88                  | 16. Juni 1979       | New Haven           | Vereinigte Staaten  | Veterans Memorial Coliseum             |                     |
| 89                  | 17. Juni 1979       | New Haven           | Vereinigte Staaten  | Veterans Memorial Coliseum             |                     |
| 90                  | 18. Juni 1979       | Springfield         | Vereinigte Staaten  | Civic Center                           |                     |
| 91                  | 19. Juni 1979       | Boston              | Vereinigte Staaten  | Boston Garden                          |                     |
| 92                  | 20. Juni 1979       | Philadelphia        | Vereinigte Staaten  | Spectrum                               |                     |
| 93                  | 21. Juni 1979       | Philadelphia        | Vereinigte Staaten  | Spectrum                               |                     |
| 94                  | 22. Juni 1979       | Philadelphia        | Vereinigte Staaten  | Spectrum                               |                     |
| 95                  | 23. Juni 1979       | Lexington           | Vereinigte Staaten  | Rupp Arena                             |                     |
| 96                  | 24. Juni 1979       | Birmingham          | Vereinigte Staaten  | Birmingham-Jefferson Civic Center      |                     |
| 97                  | 25. Juni 1979       | Atlanta             | Vereinigte Staaten  | The Omni                               |                     |
| 98                  | 27. Juni 1979       | Baton Rouge         | Vereinigte Staaten  | Riverside Centroplex Arena             |                     |
| xx                  | 28. Juni 1979       | Mobile              | Vereinigte Staaten  | Municipal Auditorium                   |                     |
| 99                  | 29. Juni 1979       | Lakeland            | Vereinigte Staaten  | Civic Center                           |                     |
| 100                 | 30. Juni 1979       | Hollywood           | Vereinigte Staaten  | Sportatorium                           |                     |

## Band
- Jon Anderson: Gesang, Gitarre, Harfe
- Steve Howe: Gitarre, Pedal-Steel-Gitarre, Hintergrundgesang
- Chris Squire: Bass, Mundharmonika, Hintergrundgesang
- Rick Wakeman: Keyboards
- Alan White: Schlagzeug, Percussion